# Protoreaster nodosus
Protoreaster nodosus (лат.) — морская звезда из семейства Oreasteridae. Иногда выступает предметом торговли для нужд аквариумистов.

## Распространение
Обитают на тёплых мелководьях в Индо-Тихоокеанском регионе, предпочитая песчаное или илистое дно с зарослями морской травы.

## Описание
Обычно у особей по пять лучей, хотя встречаются аномальные экземпляры с четырьмя или шестью лучами. Вырастать могут до 30 см в диаметре.
Существа-комменсалы (например, крошечные офиуры) могут быть обнаружены в непосредственной близости от морской звезды.